# Sant Josep del Puig

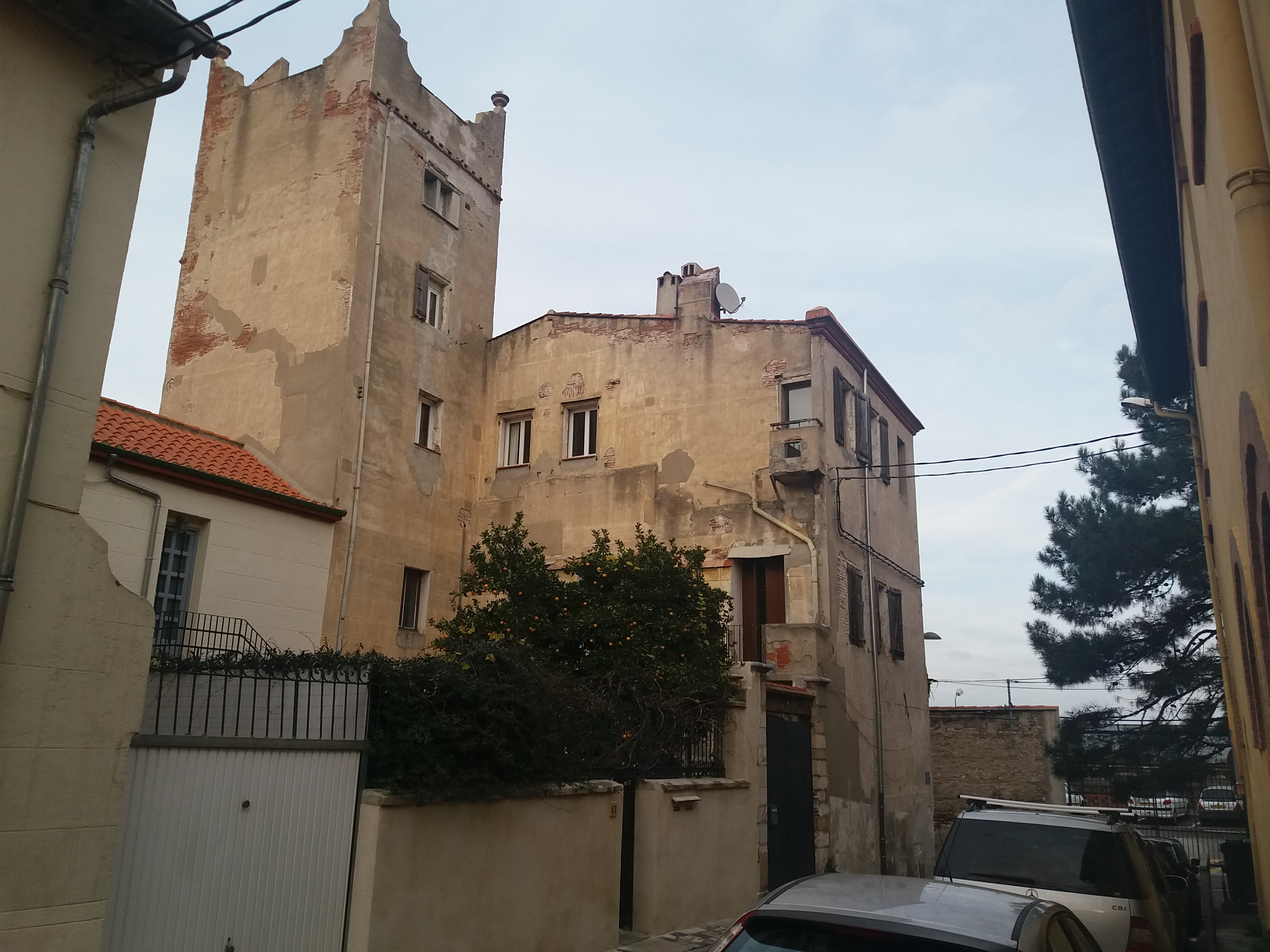
Restes del convent

Sant Josep del Puig és la capella del Convent de Sant Josep, de l'Orde dels Carmelites Descalços de la ciutat de Perpinyà, a la comarca del Rosselló, de la Catalunya del Nord.
És en el barri de Sant Jaume, a llevant del convent dels Mínims i a ponent de l'església parroquial del barri, Sant Jaume del Puig. Només se'n conserva el campanar, al capdamunt del carrer de Sant Josep, cantonada amb el de François Rabelais.

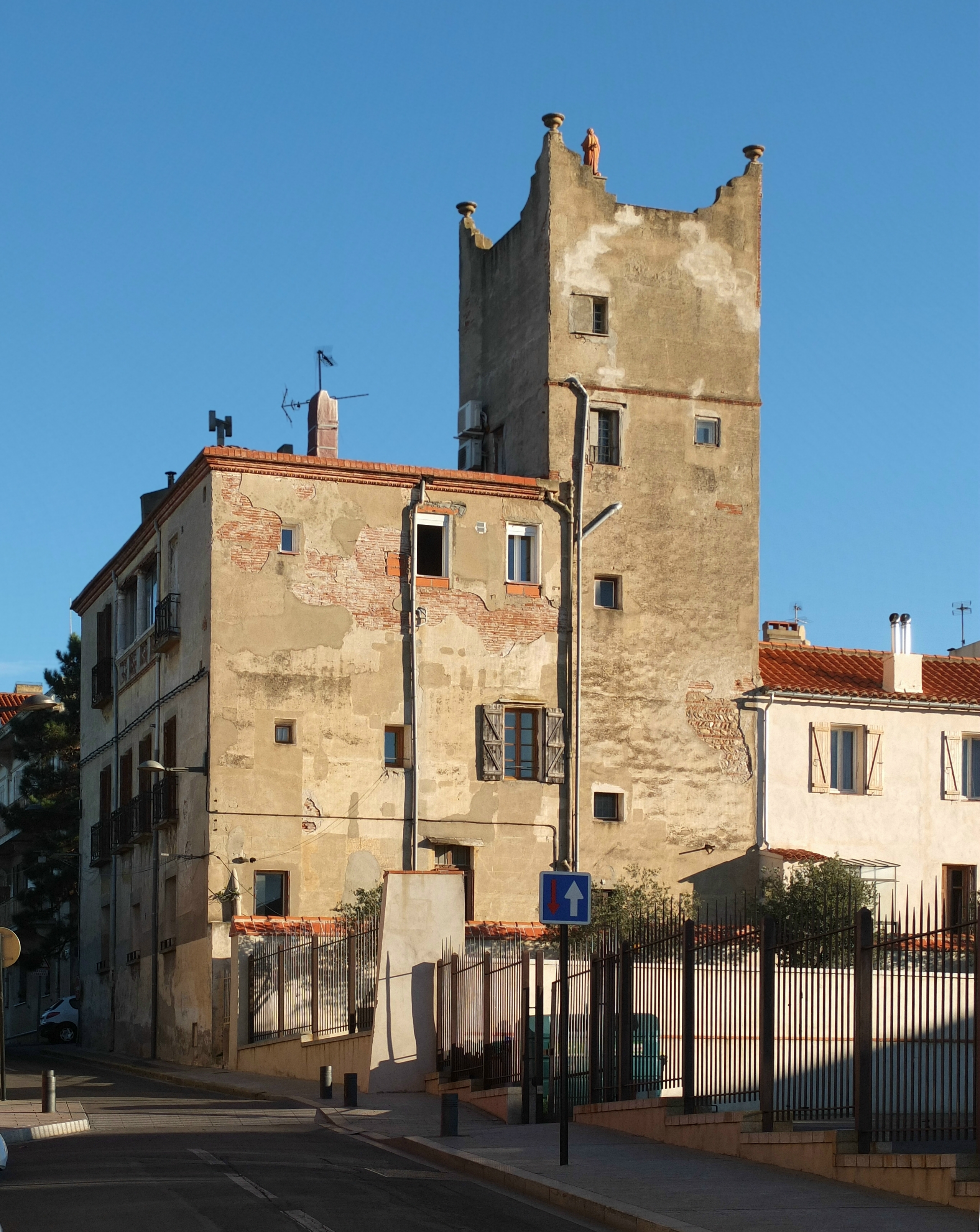
Campanar conservat

Els carmelites descalços es van instal·lar el 1589 al costat dels Mínims, més a llevant i lleugerament més enlaire, cap al cim del Puig de Sant Jaume. No hi van anar directament: abans s'havien intentat instal·lar al carrer de n'Avellanet (avui dia, de Santa Caterina), però els agustins, establerts al costat mateix, s'hi van oporar; tot seguit intentaren ocupar la casa recentment abandonada del priorat de Sant Guillem, però tampoc no els fou possible. És quasi l'únic convent de Perpinyà que no va esdevenir recinte militar a ran de la Revolució Francesa. Fou venut a particulars, i el convent es va anar degradant fins a desaparèixer quasi del tot: només n'ha quedat dempeus la torre del campanar, esdevinguda part de l'habitatge contigu. L'obertura del carrer de Sant Josep, al segle xix el va acabar d'arrasar.